# Gonaphodiellus sexguttatus
Gonaphodiellus sexguttatus är en skalbaggsart som beskrevs av Schmidt 1916. Gonaphodiellus sexguttatus ingår i släktet Gonaphodiellus och familjen Aphodiidae. Inga underarter finns listade i Catalogue of Life.